# Shaun Stonerook
Shaun Andrew Stonerook (Columbus, Ohio; 19 de agosto de 1977) es un exjugador de baloncesto estadounidense con pasaporte italiano. Con 2.01 de estatura, jugaba en la posición de alero

## Trayectoria
Stonerook practicó diversos deportes durante su niñez y adolescencia, pero decidió jugar baloncesto a nivel universitario para aprovechar su altura. Actuó dos temporadas con los Ohio Bobcats en la Mid-American Conference y otras dos con los Ohio State Buckeyes en la Big Ten Conference. 
Al dejar la universidad, optó por continuar jugando profesionalmente en Europa. Su primer destino fueron los Antwerp Giants de la Pro Basketball League de Bélgica. Tras una temporada allí, desembarcó en el Pallacanestro Cantú de la Serie A de Italia, competición a la que rápidamente se adaptaría. 
Adquirió la nacionalidad italiana en junio de 2005, en un controversial episodio que incluyó contraer matrimonio con una empleada del club para el que jugaba y divorciarse un año después.
En el Mens Sana Siena alcanzó su nivel más alto como jugador, siendo una pieza fundamental en el equipo que conquistaría numerosos trofeos en diversas competiciones italianas. 
Fue convocado para integrar la selección de baloncesto de Italia en el verano de 2009, pero una lesión le impidió acoplarse al equipo.
Se retiró en agosto de 2012. En consecuencia regresó a los Estados Unidos y creó una fundación para ayudar a padres que quieran adoptar niños (él mismo fue un niño adoptado) y una organización para asesorar y aconsejar a baloncestistas estadounidenses que optasen por jugar en el extranjero.

## Palmarés
- LEGA: 5

2007, 2008, 2009, 2010, 2011, 2012
- Copa Italia: 4

2009, 2010, 2011, 2012
- Supercopa Italiana: 5

2007, 2008, 2009, 2010, 2011